# 蒼白的士兵探案
《蒼白的士兵探案》是柯南·道爾所著的福爾摩斯探案的56個短篇故事之一，收錄於《福爾摩斯檔案簿》，是謹有兩篇屬於福爾摩斯自述的作品之一。

## 故事簡介
從南非戰場回來的士兵詹姆士向福爾摩斯求助，指自己服役時的戰友傑佛瑞於半年前作戰受傷後，則失去音訊，詹姆士曾經到傑佛瑞府上查探，但他除遇到了傑佛瑞父親的不禮貌對待外，還在晚上見到疑似傑佛瑞的人，因此希望福爾摩斯查明真相。福爾摩斯陪同詹姆士到傑佛瑞府上，向傑佛瑞父親說出自己的懷疑，傑佛瑞父親即安排傑佛瑞與他們見面，原來傑佛瑞父親怕傑佛瑞在軍區感染了痲瘋，所以才將傑佛瑞隔離。